# Nordvestsjælland
Nordvestsjælland er betegnelsen for den del af det nordlige Sjælland som ligger vest for Isefjorden, og indgår normalt ikke i betegnelsen Nordsjælland.
Udtrykket kendes fra tilbage fra 1688, hvor kronen lader Nordvestsjælland opmåle under betegnelsen "Den Niorduestliche viertedel av Zeeland", der dengang som nu dækker over området omkring de tre købstæder Holbæk, Kalundborg og Nykøbing Sjælland.
Nordvestsjælland var tidligere samlet i Holbæk Amt, men siden 1970, hvor amtet sammenlagdes med det tidligere Sorø Amt, har der ikke været en administrativ inddeling for området.
Betegnelsen bruges dog i en lang række sammenhænge, hvor man betegner området mellem og omkring de tre købstæder, fx Medieselskabet Nordvestsjælland (en samling af Kalundborg Folkeblad og Holbæk Amts Venstreblad), eller EUC Nordvestsjælland.
De ti største nordvestsjællandske byer (2010):
- Holbæk – 27.157
- Kalundborg – 16.447
- Nykøbing Sjælland – 5.163
- Jyderup – 3.951
- Tølløse – 3.767
- Asnæs – 2.933
- Svinninge – 2.721
- Hørve – 2.396
- Vipperød – 2.278
- Svebølle – 2.230